# Takahito Chiba
Takahito Chiba (japanisch 千葉 貴仁 Chiba Takahito; * 7. November 1984 in Hokkaido) ist ein ehemaliger japanischer Fußballspieler.

## Karriere
Chiba erlernte das Fußballspielen in der Schulmannschaft der Aomori Yamada High School. Seinen ersten Vertrag unterschrieb er 2003 bei den Cerezo Osaka. Der Verein spielte in der höchsten Liga des Landes, der J1 League. Für den Verein absolvierte er 26 Erstligaspiele. 2006 wurde er an den Zweitligisten Consadole Sapporo ausgeliehen. Für den Verein absolvierte er 18 Ligaspiele. 2007 kehrte er zum Zweitligisten Cerezo Osaka zurück. Für den Verein absolvierte er 10 Ligaspiele. Danach spielte er bei den ReinMeer Aomori FC. Ende 2011 beendete er seine Karriere als Fußballspieler.

## Erfolge
Cerezo Osaka
- Kaiserpokal

Finalist: 2003